# Alexis Mendoza
Alexis Antonio Mendoza Barrios (Barranquilla, 8 novembre 1961) è un allenatore di calcio ed ex calciatore colombiano, di ruolo difensore.

## Carriera

### Club

#### Calciatore
Debutta nella squadra della sua città, l'Atlético Junior di Barranquilla, dove gioca dal 1983 al 1990; nel giugno 1990 passa all'América de Cali, e subito vince il titolo nazionale di quell'anno; nel 1992 vince un secondo titolo, sempre con la maglia dei Diablos Rojos. Nel 1993 torna all'Atlético Junior, rimanendovi fino al 1996, anno nel quale si trasferisce in Messico, al Veracruz; chiude la carriera nel 1998.

#### Allenatore
Nel 2015 diviene l'allenatore dell'Atlético Junior, che guida per una stagione. Nel 2016-2017 è alla guida dell'Independiente del Valle. Tornato per qualche mese alla guida dell'Atlético Junior nel 2018, nel 2019 guida per qualche mese i peruviani dello Sporting Cristal.

### Nazionale
Con la nazionale di calcio della Colombia ha giocato 67 partite, segnando due volte e partecipando a quattro edizioni della Copa América, oltre a due mondiali, non giocando però neanche un minuto durante Italia 1990.

## Palmarès

### Giocatore

#### Club

##### Competizioni nazionali
- Campionato colombiano: 4

América de Cali: 1990, 1992
Atlético Junior: 1993, 1995